# Campeonato Paraense 2017
In 2017 werd het 105de Campeonato Paraense gespeeld voor voetbalclubs uit de Braziliaanse staat Pará. De competitie werd georganiseerd door de Federação Paraense de Futebol en werd gespeeld van 28 januari tot 7 mei. Paysandu werd kampioen.

## Eerste fase

### Groep A1
| Plaats | Club         | Wed. | W | G | V | Saldo | Ptn. |
| ------ | ------------ | ---- | - | - | - | ----- | ---- |
| 1.     | Paysandu     | 10   | 6 | 2 | 2 | 17:5  | 20   |
| 2.     | São Raimundo | 10   | 4 | 5 | 1 | 15:9  | 17   |
| 3.     | Cametá       | 10   | 2 | 3 | 5 | 6:16  | 9    |
| 4.     | Paragominas  | 10   | 2 | 2 | 6 | 12:18 | 8    |
| 5.     | Pinheirense  | 10   | 1 | 2 | 7 | 6:18  | 5    |

|  | Gekwalificeerd voor tweede fase |
|  | Degradatie                      |

### Groep A2
| Plaats | Club            | Wed. | W | G | V | Saldo | Ptn. |
| ------ | --------------- | ---- | - | - | - | ----- | ---- |
| 1.     | Remo            | 10   | 6 | 4 | 0 | 18:7  | 22   |
| 2.     | Independente    | 10   | 5 | 3 | 2 | 16:11 | 18   |
| 3.     | Águia de Marabá | 10   | 4 | 3 | 3 | 14:10 | 15   |
| 4.     | Castanhal       | 10   | 4 | 3 | 3 | 12:11 | 15   |
| 5.     | São Francisco   | 10   | 2 | 1 | 7 | 6:17  | 7    |

|  | Gekwalificeerd voor tweede fase |
|  | Degradatie                      |

## Tweede fase
In geval van gelijkspel worden strafschoppen genomen, tussen haakjes weergegeven. De derde plaats kwalificeert zich voor de Série D en Copa do Brasil in 2018. 
|  | Halve finale | Halve finale | Halve finale | Halve finale | Halve finale |   |              | Finale           | Finale           | Finale           | Finale           | Finale           |
|  |              |              |              |              |              |   |              |                  |                  |                  |                  |                  |
|  | São Raimundo | São Raimundo | 0            | 1            | 1            |   |              |                  |                  |                  |                  |                  |
|  | Paysandu     | Paysandu     | 0            | 3            | 3            |   |              |                  |                  |                  |                  |                  |
|  | Paysandu     | Paysandu     | 0            | 3            | 3            |   | Paysandu     | Paysandu         | 1                | 2                | 3                |                  |
|  |              |              |              |              |              |   | Paysandu     | Paysandu         | 1                | 2                | 3                |                  |
|  |              | Remo         | Remo         | 1            | 1            | 2 |              |                  |                  |                  |                  |                  |
|  | Independente | Independente | Remo         | 1            | 1            | 2 | 2            | 1                | 3(9)             |                  |                  |                  |
|  | Independente | Independente |              |              |              |   | 2            | 1                | 3(9)             |                  |                  |                  |
|  | Remo         | Remo         | 0            | 3            | 3(10)        |   |              | Bronzen medaille | Bronzen medaille | Bronzen medaille | Bronzen medaille | Bronzen medaille |
|  |              |              |              |              |              |   | São Raimundo | São Raimundo     | 1                | 0                | 1                |                  |
|  |              |              |              |              |              |   |              | Independente     | Independente     | 1                | 1                | 2                |

Details finale
|               |             |       |               |                                        |
| 30 april Heen | Paysandu    | 1 – 1 | Remo          | Mangueirão, Belém Toeschouwers: 16.550 |
| 30 april Heen | Bérgson 28' |       | 50' Igor João | Mangueirão, Belém Toeschouwers: 16.550 |

| Paysandu | Remo |

|             |                     |       |                  |                   |
| 7 mei Terug | Remo                | 1 – 2 | Paysandu         | Mangueirão, Belém |
| 7 mei Terug | Rodrigo Miranda 60' |       | 30', 90' Bérgson | Mangueirão, Belém |

| Remo | Paysandu |

### Kampioen
| Campeonato Paraense de 2017   |
| Pará                          |
| ----------------------------- |
| PAYSANDU Kampioen (47° titel) |